# Frederik van Pallandt
Frederik Jan Gustav Floris, baron van Pallandt (født 4. maj 1934 i København, død 15. maj 1994 i Puerto Galera, Filippinerne) var en hollandsk sanger, tekstforfatter og skuespiller, der boede det meste af sit liv i Danmark.
Han var søn af Floris Carsilius Anne baron van Pallandt de Vijk, der var Hollands ambassadør i Danmark, og Else Dagmar Hanina komtesse af Blücher af Altona.
Han blev den 21. september 1960 gift med Nina Magdelene Møller-Hasselbalch (Nina Wessel, senere Nina van Pallandt) (født d. 15. juli 1932). Under navnet Nina & Frederik optrådte parret fra slutningen af 1950'erne og til 1960'erne i film og med pladeudgivelser og opnåede en betydelig succes. Parret blev skilt i 1975.
Efter skilsmissen rejste han i 1990'erne med sin nye hustru til Filippinerne, hvor han blev involveret i narko- og/eller cannabissmugling. Han blev sammen med hustruen myrdet i deres fælles hjem i 1994, angiveligt af medlemmer af et narkokartel, som han var en del af.